# Larena
Larena ist eine philippinische Stadtgemeinde in der Provinz Siquijor. Sie hat 13.847 Einwohner (Zensus 1. August 2015).

## Baranggays
Larena ist politisch in 23 Baranggays unterteilt.
| - Bagacay - Balolang - Basac - Bintangan - Bontod - Cabulihan - Calunasan - Candigum - Cang-allas - Cang-apa - Cangbagsa - Cangmalalag | - Canlambo - Canlasog - Catamboan - Helen (Datag) - Nonoc - North Poblacion - South Poblacion - Ponong - Sabang - Sandugan - Taculing |